# Protolampra sobrina
Protolampra sobrina (tên tiếng Anh: Cousin German) là một loài bướm đêm thuộc họ Noctuidae. Nó được tìm thấy ở hầu hết châu Âu, phía đông đến Xibia, Altai, Irkutsk, Kamchatka và Hàn Quốc.
Sải cánh dài 34–39 mm. Con trưởng thành bay từ tháng 7 đến tháng 8.
Ấu trùng ăn Rosa acicularis, Sorbus aucuparia, Calluna vulgaris và Vaccinium uliginosum.

## Hình ảnh

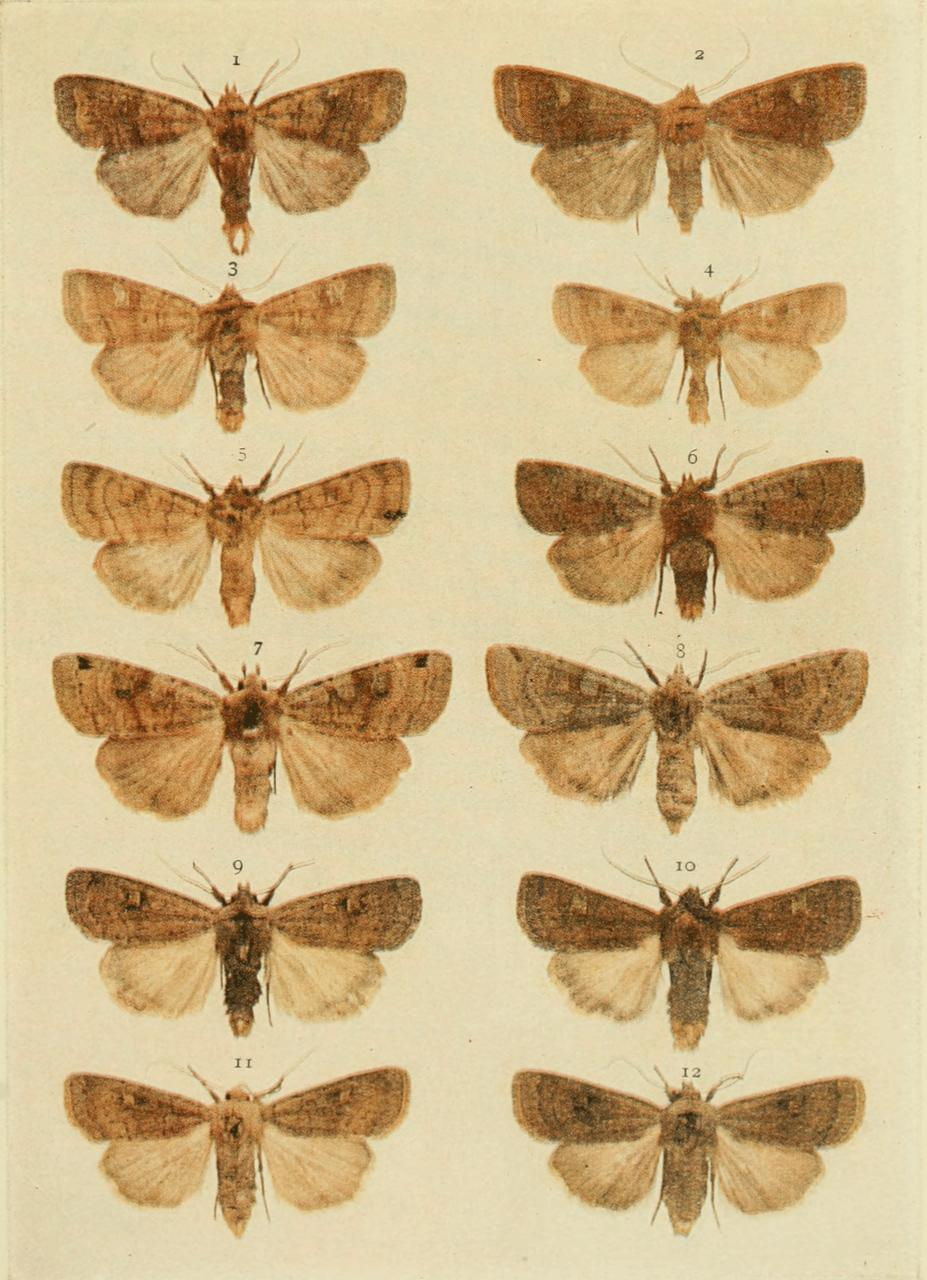